# Olivia Parker
Olivia Parker (nascida em 1941) é uma fotógrafa americana.
O seu trabalho encontra-se incluído nas colecções do Museu de Belas Artes de Houston, do Museu de Belas Artes de Boston, do Museu de Arte Moderna de Nova York e do Museu Peabody Essex.